# TQ
TQ, egentligen Terrance Quaites, född 24 maj 1976 i Mobile, Alabama, är en amerikansk R&B-sångare.

## Biografi
I unga år flyttade han med sin familj till Compton i Kalifornien. När han var 16 år flyttade han till Atlanta, Georgia.
TQ började sin musikaliska karriär i gruppen Coming of Age i början av 1990-talet. Sitt sologenombrott fick han med singeln "Westside" från sitt första soloalbum They Never Saw Me Coming. Hans tre efterföljande album The Second Coming, Listen och Paradise har inte fått någon större genomslagskraft i Sverige.

## Diskografi, solo
Studioalbum
- 1998 – They Never Saw Me Comin'
- 2000 – The Second Coming
- 2004 – Listen...
- 2007 – Gemini
- 2008 – Paradise
- 2010 – Kind of Blue
- 2013 – Legendary
- 2016 – The BAEList - Vol 1
- 2017 – Coming Home